# 국민자유당 (독일)
국민자유당(독일어: Nationalliberale Partei, NLP)은 1867년부터 1918년까지 존재했던 독일 제국의 자유주의 정당이다.

## 역사
독일은 19세기를 전후하여 자유주의 세력이 성장하게 되었다. 이들 세력은 1861년에 독일 진보당을 설립해 보수주의 성향을 지닌 오토 폰 비스마르크 총리와 대항하였다. 그러나 1866년에 프로이센-오스트리아 전쟁이 발발하면서 비스마르크 지지 세력이 진보당을 탈당해 1867년 국민자유당을 창당하게 되었다.

## 같이 보기
- 자유민주주의
- 자유주의